# ニュー・ブラッド・ライジング
ニュー・ブラッド・ライジング（New Blood Rising）は、2001年まで活動していたアメリカ合衆国のプロレス団体WCWが2000年に開催した興行、およびそのPPV放送の名前である。WCWは1996年まで8月にPPVを開催していなかったが、同年よりホッグ・ワイルド（Hog Wild）、翌1997年から1999年まではロード・ワイルド（Road Wild）というPPVを開催し、この年は4月に、エリック・ビショフ、ビンス・ルッソーがリーダーとなったユニット、ニュー・ブラッドがトップを独占し、それに肖った大会名となった。しかし、翌2001年3月26日に、ライバル団体であるWWEに買収されたため、これがWCWの8月期最後のPPVとなった。

## 結果
- 日付：2000年8月13日
- 開催地：カナダ、ブリティッシュコロンビア州、バンクーバー、パシフィック・コロシアム
- 観衆：6,614人

- ラダー・マッチ

○3カウント（エヴァン・カレイジアス,シャノン・ムーア&シェイン・ヘルムズ） vs ●ヤング・ドラゴンズ（カズ・ハヤシ,ジェイミー・サン&ユン・ヤン）
- ○アーネスト・ミラー vs ●グレート・ムタ

- ジュディ・バグウェル（バグウェルの母親）・オン・ア・フォークリフトマッチ

○バフ・バグウェル vs ●キャニオン
- WCW世界タッグ選手権試合フォーコーナーズマッチ 特別レフェリー：ディスコ・インフェルノ、ティグレス&レイ・ミステリオ・ジュニア

○クロニック（ブライアン・アダムス&ブライアン・クラーク）(c) vs ●ザ・パーフェクト・イベント（ショーン・スタージャック&チャック・パルンボ） vs ●ショーン・オヘア&マーク・ジンドラック vs ●ミスフィッツ・イン・アクション（ジェネラル・レクション&コーポラル・ケイジャン）
- 王者組が防衛に成功。

- ストラップマッチ

○ビリー・キッドマン vs ●シェーン・ダグラス
- ○メジャー・ガンズ vs ●ミス・ハンコック

- ○スティング vs ●ザ・デーモン

- WCW・USヘビー級選手権試合、カナディアン・ルール 特別レフェリー Jacques Rougeau

○ランス・ストーム(c) vs ●マイク・オーサム
王者ストームが防衛に成功。
- WCW世界タッグ選手権試合

○ザ・ダーク・カーニバル（バンピーロ&グレート・ムタ） vs ●クロニック（ブライアン・アダムス&ブライアン・クラーク）(c)
- ハリス・ブラザーズの乱入から、挑戦者組が王座奪取。

- 次期WCW世界ヘビー級王座挑戦者決定トリプルスレットマッチ

○ケビン・ナッシュ vs ゴールドバーグ vs ●スコット・スタイナー
- ナッシュがスコットからピンフォールを奪い、次期挑戦者となる。
- なおゴールドバーグは、前日にバイク事故を起こしての強行参戦となった。
- ゴールドバーグは試合途中、ナッシュにジャックナイフ・パワーボムをかけられそうになった瞬間、試合放棄し、ルッソーに暴言を吐いて退場した。

- WCW世界ヘビー級選手権試合

○ブッカーT(c) vs ●ジェフ・ジャレット
- 王者ブッカーTが防衛に成功。